# Luynes, Indre-et-Loire

Luynes este o comună în departamentul Indre-et-Loire, Franța. În 2009 avea o populație de 5025 de locuitori.